# Podmoky (kraj środkowoczeski)
Podmoky – gmina w Czechach, w powiecie Nymburk, w kraju środkowoczeskim. Według danych z dnia 1 stycznia 2013 liczyła 188 mieszkańców.